# Galage (Ariège)
Pour les articles homonymes, voir Galage.
La Galage est une rivière du sud de la France, dans le département de l'Ariège affluent de l'Ariège donc un sous-affluent de la Garonne.

## Géographie
De 19,3 km de longueur, la Galage prend sa source dans l'Ariège, commune de Pamiers et se jette dans l'Ariège en rive droite entre les communes de Saverdun et de Cintegabelle.

## Départements et communes traversés
- Ariège : Saverdun, Villeneuve-du-Paréage, Montaut, Pamiers.
- Haute-Garonne : Cintegabelle

## Principal affluent
- Ruisseau Forgis : 3,4 km